# Přípis
Přípis je neformální druh písemné komunikace mezi úřady nebo soudy navzájem, stejně jako vůči účastníkům řízení. Formou jde o písemnost, jejímž obsahem je nějaké úřední sdělení. Přípis zásadně není úředním rozhodnutím, byť i jen procesní povahy, nelze jím tudíž uložit jakoukoli povinnost. To lze nejméně jen usnesením.
Samotné slovo přípis původně znamenalo „přepis“ nebo „formulář“, soudobého významu nabylo vlivem německého Zuschrift.